# Жирарде, Поль
Поль Жирарде (фр. Paul Girardet; 8 марта 1821, Невшатель — 26 февраля 1893, Париж) — франко-швейцарский живописец и гравёр, мастер репродукционного офорта, акватинты и меццо-тинто.

## Биография
Поль Жирарде — сын и ученик живописца и гравёра Шарля-Самуэля Жирарде (1780—1863). Известными художниками были его дядя Абрахам (1764—1823) и братья Шарль (1813—1871) и Эдуард (1819—1880).
В 1850 году Поль женился на Анне Луизе Александрин Сандоз (1825—1884). Их дети образовали большую семью художников: Юлия Антонина (1851—1921), Эжен (1853—1907), близнецы Жюль (1856—1938) и Леон (1856—1895), Поль-Арман (1859—1915) и Теодор (1861—1935).
Поль Жирарде интересовался главным образом резцовой гравюрой на меди, а также сложной техникой меццо-тинто. Он также посещал курсы рисования в Школе изящных искусств в Париже. Его первые гравюры появились в 1839 году в альманахе «Le Magasin Universel». Три года спустя он принял участие в своей первой выставке четырьмя меццо-тинто. Тематика его работ варьировалась от простых бытовых сцен до сложных батальных композиций.

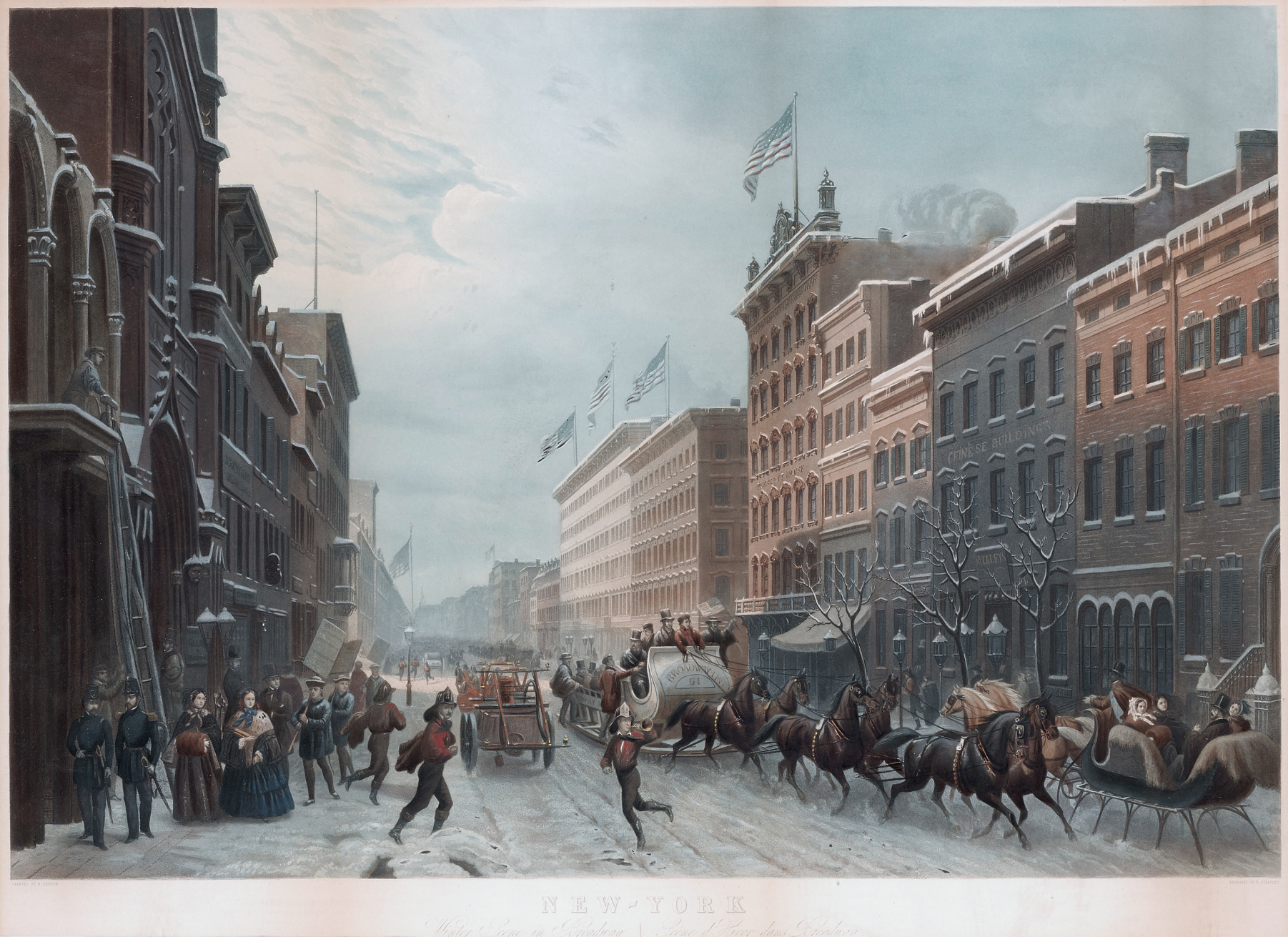
Нью-Йорк. Зимняя сцена на Бродвее. Цветная акватинта по картине И.-В. Себрона
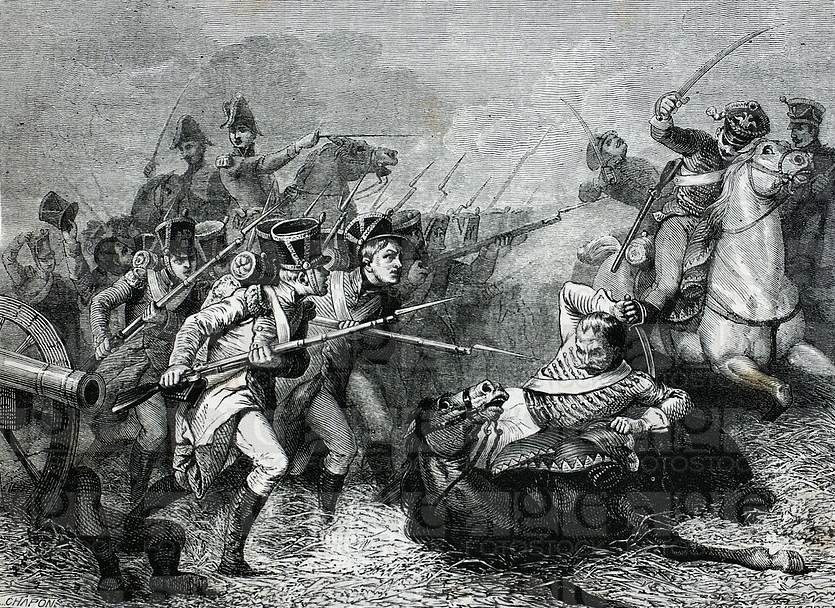
Бой под Вайсенфельсом. Рисунок середины XIX века (совместно с Шарлем)
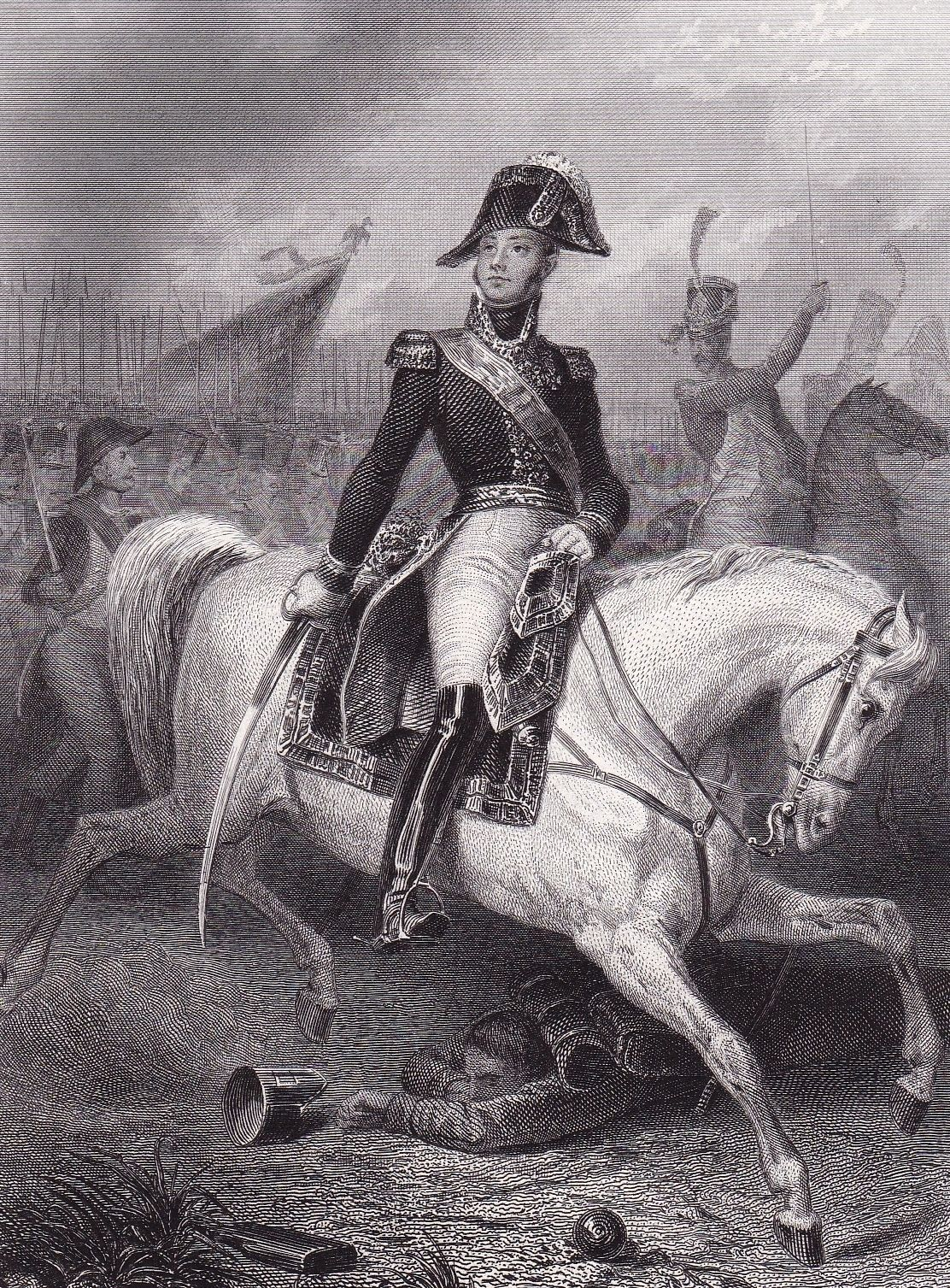
Маршал Макдональд. По картине Э. Шарпентьера. Типографика
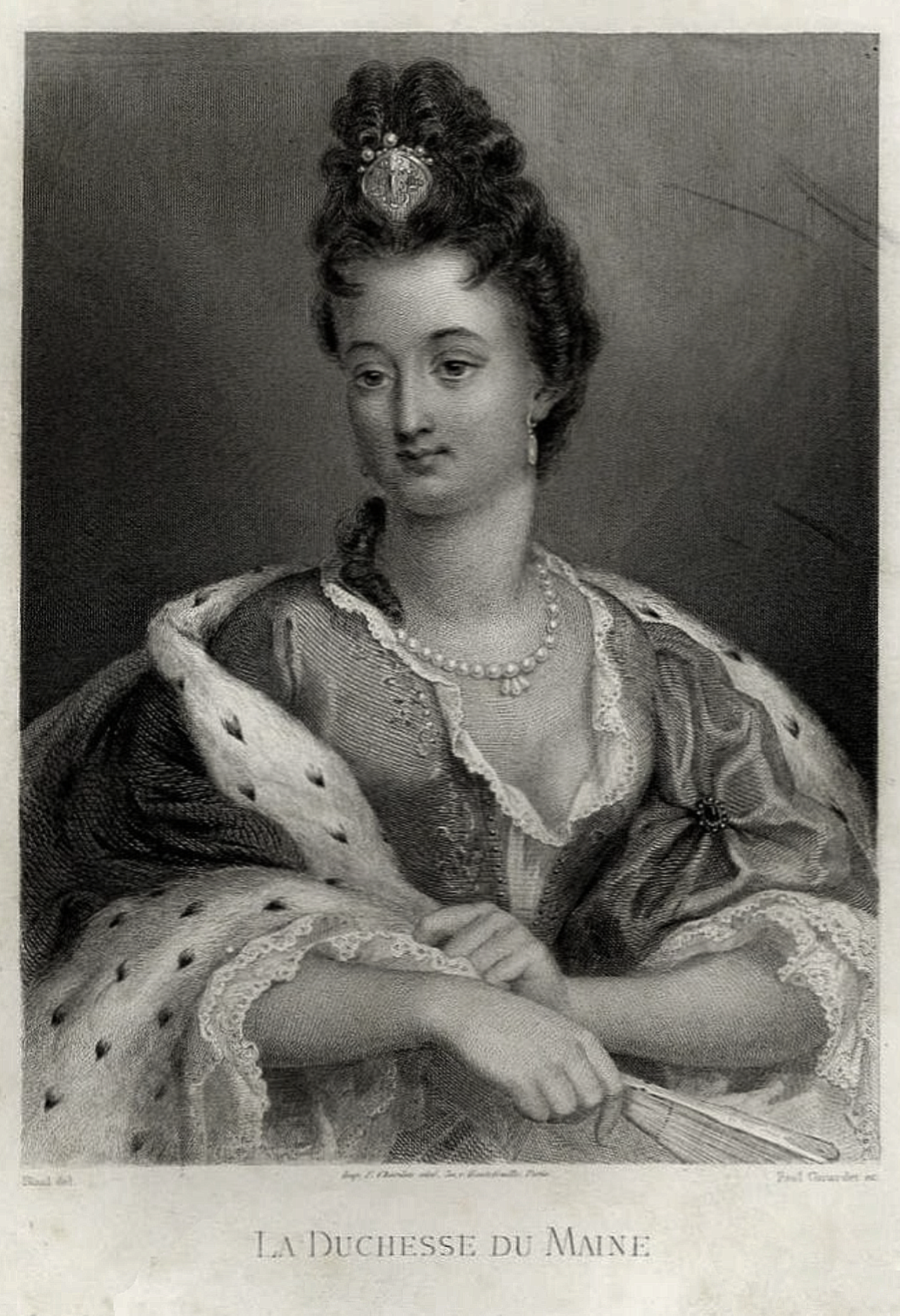
Портрет Луизы Бенедикты де Бурбон, герцогини дю Мэн. Офорт, акватинта

Другие репродукционные гравюры Поля Жирарде:
- Первая обедня в Кабилии. По живописному оригиналу О. Верне,
- Сражение при Фредириции. По картине Симонсена,
- Коллоквий в Пуасси. По оригиналу Робера-Флери,
- Переправа Вашингтона через р. Делавэр накануне Трентонской битвы» по оригиналу Лейтце,
- Золотая свадьба. По картине Л. Кнауса.